# Бабинська сільська рада (Заставнівський район)
Ба́бинська сільська́ ра́да — адміністративно-територіальна одиниця та орган місцевого самоврядування в Заставнівському районі Чернівецької області. Адміністративний центр — село Бабин.

## Загальні відомості
- Населення ради: 885 осіб (станом на 2001 рік)

## Населені пункти
Сільській раді були підпорядковані населені пункти:
- с. Бабин
- с. Вимушів
- с. Рудка

## Склад ради
Рада складалася з 14 депутатів та голови.
- Голова ради: Щітко Петро Петрович
- Секретар ради: Сиротюк Марія Василівна

### Керівний склад попередніх скликань
| Прізвище, ім'я, по батькові | Основні відомості                                                               | Дата обрання | Дата звільнення |
| --------------------------- | ------------------------------------------------------------------------------- | ------------ | --------------- |
| Щітка Петро Петрович        | Сільський голова, 1961 року народження                                          | 26.03.2006   | 31.10.2010      |
| Щітко Петро Петрович        | Сільський голова, 1961 року народження, освіта середня спеціальна, безпартійний | 31.10.2010   |                 |

Примітка: таблиця складена за даними сайту Верховної Ради України

### Депутати
За результатами місцевих виборів 2010 року депутатами ради стали:

#### За суб'єктами висування
| Суб'єкт висування | Кількість обраних депутатів | %   |
| ----------------- | --------------------------- | --- |
| Самовисування     | 14                          | 100 |

#### За округами
| № округу | Прізвище, ім'я, по батькові | Дата визнання обраним | Освіта             | Партійна приналежність | Відомості про обраного депутата                                        |
| -------- | --------------------------- | --------------------- | ------------------ | ---------------------- | ---------------------------------------------------------------------- |
| 1        | Фернюк Лідія Іванівна       | 01.11.2010            | вища               | позапартійна           | Бабинський навчально-виховний комплекс, вчитель молодших класів        |
| 2        | Пилип'юк Ганна Василівна    | 01.11.2010            | середня спеціальна | позапартійна           | пенсіонер                                                              |
| 3        | Ванзяк Людмила Василівна    | 01.11.2010            | вища               | позапартійна           | Заставнівський РЕМ, контролер                                          |
| 4        | Сиротюк Василь Петрович     | 01.11.2010            | середня спеціальна | позапартійний          | Кострижівська дільнична лікарня, фельдшер                              |
| 5        | Гринюк Валентина Михайлівна | 01.11.2010            | середня спеціальна | позапартійна           | будинок культури, директор                                             |
| 6        | Чоп'юк Віталій Дмитрович    | 01.11.2010            | вища               | позапартійний          | Органи внутрішніх справ                                                |
| 7        | Чоп'юк Олександра Василівна | 01.11.2010            | середня спеціальна | позапартійна           | Бабинська сільська рада, бухгалтер                                     |
| 8        | Сиротюк Марія Василівна     | 01.11.2010            | вища               | позапартійна           | Бабинська сільська рада, бухгалтер                                     |
| 9        | Приймак Василина Григорівна | 01.11.2010            | середня спеціальна | позапартійна           | Бабинський навчально-виховний комплекс, вихователь                     |
| 10       | Гринюк Марія Дмитрівна      | 01.11.2010            | вища               | позапартійна           | Бабинський навчально-виховний комплекс, вчитель географії              |
| 11       | Фернюк Василь Васильович    | 01.11.2010            | середня спеціальна | позапартійний          | Сирзавод (м. Городенка), заступник директора                           |
| 12       | Мізюк Петро Олександрович   | 01.11.2010            | середня спеціальна | позапартійний          | ТОВ «Хрещатик-Агро», зав. складу                                       |
| 13       | Рудий Василь Васильович     | 01.11.2010            | вища               | позапартійний          | Прилипчанський навчально-виховний комплекс, вчитель трудового навчання |
| 14       | Губиліт Василь Іванович     | 01.11.2010            | середня спеціальна | позапартійний          | ТОВ «Хрещатик-Агро», водій                                             |

## Населення
Згідно з переписом УРСР 1989 року чисельність наявного населення села становила 991 особа, з яких 414 чоловіків та 577 жінок.
За переписом населення України 2001 року в селі мешкало 885 осіб.

### Мова
Розподіл населення за рідною мовою за даними перепису 2001 року:
| Мова       | Відсоток |
| ---------- | -------- |
| українська | 99,77 %  |
| російська  | 0,23 %   |